# Diversity, equity, and inclusion
In de Verenigde Staten zijn diversiteit, gelijkheid en inclusie (Diversity, equity, and inclusion of DEI) organisatorische raamwerken die de eerlijke behandeling en volledige participatie van alle mensen willen bevorderen, met name van groepen die historisch gezien ondervertegenwoordigd zijn geweest of het slachtoffer zijn geworden van discriminatie op basis van identiteit of handicap. Deze drie begrippen (diversiteit, gelijkheid en inclusie) vertegenwoordigen samen "drie nauw met elkaar verbonden waarden" die organisaties proberen te verwezenlijken via DEI-kaders. De concepten dateren van vóór deze terminologie en andere variaties bevatten soms termen als "erbij horen", rechtvaardigheid en toegankelijkheid. Als zodanig bestaan er kaders als inclusie en diversiteit (I&D), diversiteit, gelijkheid, inclusie en erbij horen (DEIB), rechtvaardigheid, gelijkheid, diversiteit en inclusie (JEDI of EDIJ), of diversiteit, gelijkheid, inclusie en toegankelijkheid (IDEA, DEIA of DEAI). In het Verenigd Koninkrijk wordt de term gelijkheid, diversiteit en inclusie (EDI) op een vergelijkbare manier gebruikt.

## Begrippen
Diversiteit verwijst naar de aanwezigheid van variatie binnen de organisatorische beroepsbevolking in kenmerken zoals ras, geslacht, etniciteit, seksuele geaardheid, handicap, leeftijd, cultuur, klasse, veteranenstatus of religie. 
Onder gelijkheid worden concepten van eerlijkheid en rechtvaardigheid verstaan, zoals eerlijke compensatie en inhoudelijke gelijkheid. Meer specifiek omvat gelijkheid doorgaans ook een focus op maatschappelijke ongelijkheden en het toewijzen van middelen en "beslissingsbevoegdheid aan groepen die historisch benadeeld zijn", en het "in overweging nemen van de unieke omstandigheden van een persoon, waarbij de behandeling dienovereenkomstig wordt aangepast zodat het eindresultaat gelijk is". 
Ten slotte verwijst inclusie naar het creëren van een organisatiecultuur die een ervaring creëert waarin "alle werknemers het gevoel hebben dat hun stem wordt gehoord", en een gevoel van erbij horen en integratie.

## DEI-beleid
DEI-beleid wordt vaak door managers gebruikt om de productiviteit en de samenwerking van hun personeel te vergroten en positieve communicatie te versterken. Hoewel DEI het meest wordt geassocieerd met niet-gekozen overheids- of bedrijfsomgevingen, wordt het vaak geïmplementeerd binnen veel soorten organisaties, zoals liefdadigheidsinstellingen, de academische wereld, scholen en ziekenhuizen. DEI-beleid omvat vaak bepaalde trainingsactiviteiten, zoals diversiteitstrainingen.

## Kritiek
Inspanningen en beleidsmaatregelen op het gebied van DEI hebben geleid tot kritiek en controverse. Deze kritiek richtte zich deels op de specifieke effectiviteit van de instrumenten die DEI inzet, zoals diversiteitstrainingen, of op het effect ervan op de vrijheid van meningsuiting en de academische vrijheid. In bredere zin is er ook kritiek vanuit politieke of filosofische overwegingen. Bovendien is de term "DEI" bij sommige groepen een etnische scheldnaam voor minderheidsgroepen in de Verenigde Staten geworden.